# Jack Findlay
Cyril John Findlay, més conegut com a Jack Findlay   (Mooroopna, 5 de febrer de 1935 - Mandatluec, 19 de maig de 2007) fou un pilot de motociclisme australià que competí al Campionat del Món entre 1958 i 1978, protagonitzant una de les carreres més llargues de la història del mundial, amb vint anys d'activitat. Competí al màxim nivell malgrat haver-ho hagut de fer com a pilot privat durant la major part de la seva carrera.
El juliol de 2006 s'inaugurà en un parc de la seva ciutat natal, rebatejat com a Jack Findlay Reserve, una estàtua de bronze obra de Philip Mune representant Findlay dalt d'una de les Suzuki guanyadores del TT de l'Illa de Man.

## Resum biogràfic
Nascut a Mooroopna, uns 190 quilòmetres al nord de Melbourne, Findlay començà a competir a 15 anys, dos per sota de l'edat legal, adoptant el nom de "Jack" per tal de poder presentar els documents d'identitat del seu pare. Després de deixar l'escola, treballà d'aprenent de comptable a la Commonwealth Bank of Australia fins al 1957. El 1958 es traslladà a Anglaterra per a córrer en motocicleta, aconseguí feina a la fàbrica BSA de Birmingham i debutà al mundial de velocitat amb una Norton Manx 350cc.
La seva millor temporada fou la de 1968, quan fou subcampió del món de 500cc darrere de Giacomo Agostini amb la seva Matchless. El 1971 guanyà la seva primera cursa amb Suzuki al Gran Premi de l'Ulster, la seva primera victòria i també la primera en 500cc de la firma japonesa. Disputà el seu primer Manx TT el 1959, però no hi assolí la victòria fins al 1973, després de 15 temptatives. Pilotà la Suzuki TR500s el 1973 i 1974, any aquest en què esdevingué oficial de la marca i ajudà, amb Barry Sheene i Paul Smart, a desenvolupar la RG500. El 1975 va superar Barry Sheene i guanyà el campionat de Fórmula 750. Un accident amb fractura de crani escurçà la seva carrera i es retirà el 1978. Més tard, a causa d'un accident mentre circulava a gran velocitat el 1987, deixà de conduir motocicletes definitivament.
Casat amb Dominique Monneret, vídua de Georges Monneret, s'establí a França i tingué un fill, Gregory Findlay. El 1992 fou designat director tècnic de Grans Premis per la FIM, lloc que ocupà fins a la seva jubilació el 2001. La seva fluïdesa en francès i italià l'ajudaren durant el desenvolupament d'aquesta responsabilitat.

## Resultats al Mundial de motociclisme[2][3]
Barem de puntuació de 1950 a 1968:
| Posició | 1 | 2 | 3 | 4 | 5 | 6 |
| Punts   | 8 | 6 | 4 | 3 | 2 | 1 |

Barem de puntuació de 1969 a 1987:
| Posició | 1  | 2  | 3  | 4 | 5 | 6 | 7 | 8 | 9 | 10 |
| Punts   | 15 | 12 | 10 | 8 | 6 | 5 | 4 | 3 | 2 | 1  |

(Ids. Grans Premis | Llegenda) (Curses en negreta indiquen pole; curses en  itàlica indiquen volta ràpida)
| Any  | Categoria | Equip       | 1      | 2      | 3       | 4       | 5      | 6      | 7      | 8       | 9      | 10     | 11      | 12    | 13    | Punts | Posició | Victòries |
| ---- | --------- | ----------- | ------ | ------ | ------- | ------- | ------ | ------ | ------ | ------- | ------ | ------ | ------- | ----- | ----- | ----- | ------- | --------- |
| 1958 | 500cc     | Norton      | IOM -  | DTT -  | BEL -   | GER 12  | SWE -  | ULS -  | NAT -  |         |        |        |         |       |       | 0     | -       | 0         |
| 1959 | 350cc     | Norton      | FRA -  | IOM NC | GER -   |         |        | SWE -  | ULS -  | NAT -   |        |        |         |       |       | 0     | -       | 0         |
| 1959 | 500cc     | Norton      | FRA -  | IOM NC | GER -   | DTT -   | BEL -  |        | ULS -  | NAT -   |        |        |         |       |       | 0     | -       | 0         |
| 1960 | 500cc     | Norton      | FRA -  | IOM -  | DTT 11  | BEL -   | GER 12 | ULS 13 | NAT 8  |         |        |        |         |       |       | 0     | -       | 0         |
| 1961 | 500cc     | Norton      | GER -  | FRA -  | IOM NVC | DTT NVC | BEL 8  | DDR 5  | ULS 8  | NAT 6   | SWE NC | ARG -  |         |       |       | 3     | 20è     | 0         |
| 1962 | 350cc     | Norton      | IOM NC | DTT -  |         | ULS -   | DDR -  | NAT -  | FIN -  |         |        |        |         |       |       | 0     | -       | 0         |
| 1962 | 500cc     | Norton      | IOM NC | DTT 12 | BEL 5   | ULS NC  | DDR NC | NAT -  | FIN -  | ARG -   |        |        |         |       |       | 2     | 21è     | 0         |
| 1963 | 250cc     | Mondial     | ESP -  | GER -  | IOM NC  | DTT -   | BEL -  | ULS 5  | DDR -  |         | NAT -  | ARG -  | JPN -   |       |       | 2     | 18è     | 0         |
| 1963 | 500cc     | Norton      |        |        | IOM NC  | DTT -   | BEL 9  | ULS NC | DDR 5  | FIN -   | NAT 2  | ARG -  |         |       |       | 8     | 8è      | 0         |
| 1964 | 350cc     | AJS         |        |        |         | IOM NC  | DTT -  |        | GER -  | DDR -   | ULS -  | FIN -  | NAT -   | JPN - |       | 0     | -       | 0         |
| 1964 | 500cc     | Matchless   | USA NC | IOM 13 | DTT -   | BEL 5   | GER 8  | DDR -  | ULS -  | FIN 9   | NAT 5  |        |         |       |       | 4     | 14è     | 0         |
| 1965 | 125cc     | Yamaha      | USA -  | GER -  | ESP 8   | FRA -   | IOM -  | DTT -  |        | DDR -   | CSR -  | ULS -  | FIN -   | NAT - | JPN - | 0     | -       | 0         |
| 1965 | 250cc     | DMW         | USA -  | GER -  | ESP -   | FRA -   | IOM 10 | DTT -  | BEL -  | DDR -   | CSR -  | ULS -  | FIN -   | NAT - | JPN - | 0     | -       | 0         |
| 1965 | 350cc     | AJS         |        | GER -  |         |         | IOM NC | DTT -  |        | DDR -   | CSR -  | ULS -  | FIN -   | NAT - | JPN - | 0     | -       | 0         |
| 1965 | 500cc     | Matchless   | USA -  | GER 4  |         |         | IOM 10 | DTT 11 | BEL 12 | DDR 11  | CSR 9  | ULS 4  | FIN 5   | NAT 8 |       | 8     | 7è      | 0         |
| 1966 | 50cc      | Bridgestone | ESP -  | GER -  |         | DTT -   |        |        |        |         |        | IOM NC | NAT -   | JPN 6 |       | 1     | 13è     | 0         |
| 1966 | 125cc     | Bultaco     | ESP -  | GER -  |         | DTT -   |        | DDR -  | CSR -  | FIN -   | ULS -  | IOM NC | NAT -   | JPN - |       | 0     | -       | 0         |
| 1966 | 250cc     | Bultaco     | ESP 4  | GER -  | FRA -   | DTT -   | BEL -  | DDR -  | CSR -  | FIN 4   | ULS -  | IOM 5  | NAT 4   | JPN 4 |       | 14    | 7è      | 0         |
| 1966 | 500cc     | Matchless   |        | GER -  |         | DTT 6   | BEL NC | DDR 2  | CSR 4  | FIN 3   | ULS 4  | IOM 8  | NAT 3   |       |       | 20    | 3r      | 0         |
| 1967 | 250cc     | Bultaco     | ESP -  | GER 4  | FRA -   | IOM -   | DTT -  | BEL -  | DDR -  | CSR -   | FIN -  | ULS -  | NAT -   | CAN - | JPN - | 3     | 14è     | 0         |
| 1967 | 500cc     | Matchless   |        | GER 3  |         | IOM NVC | DTT -  | BEL 4  | DDR 3  | CSR NVC | FIN -  | ULS 3  | NAT 9   | CAN - |       | 15    | 5è      | 0         |
| 1968 | 250cc     | Bultaco     | GER 5  | ESP -  | IOM NC  | DTT -   | BEL -  | DDR 6  | CSR -  | FIN -   | ULS -  | NAT 5  |         |       |       | 5     | 9è      | 0         |
| 1968 | 350cc     | Aermacchi   | GER -  |        | IOM 6   | DTT -   |        | DDR -  | CSR -  |         | ULS -  | NAT -  |         |       |       | 1     | 18è     | 0         |
| 1968 | 500cc     | Matchless   | GER NC | ESP 2  | IOM NC  | DTT 2   | BEL 2  | DDR 3  | CSR 2  | FIN 2   | ULS 5  | NAT NC |         |       |       | 34    | 2n      | 0         |
| 1969 | 250cc     | Yamaha      | ESP -  | GER -  | FRA -   | IOM NC  | DTT -  | BEL 7  | DDR -  | CSR -   | FIN -  | ULS -  | NAT -   | YUG - |       | 4     | 33è     | 0         |
| 1969 | 350cc     | Yamaha      | ESP 5  | GER 4  |         | IOM 3   | DTT 5  |        | DDR -  | CSR -   | FIN 7  | ULS -  | NAT -   | YUG - |       | 34    | 6è      | 0         |
| 1969 | 500cc     | Linto       | ESP NC | GER 3  | FRA NC  | IOM NC  |        |        |        |         |        |        |         |       |       | 16    | 13è     | 0         |
| 1969 | 500cc     | Aermacchi   |        |        |         |         | DTT 5  | BEL NC | DDR NC | CSR NVC | FIN NC | ULS NC | NAT NVC | YUG - |       | 16    | 13è     | 0         |
| 1970 | 250cc     | Yamaha      | GER -  | FRA -  | YUG -   | IOM 14  | DTT -  | BEL -  | DDR -  | CSR -   | FIN -  | ULS -  | NAT -   | ESP - |       | 0     | -       | 0         |
| 1970 | 350cc     | Yamaha      | GER -  |        | YUG -   | IOM NC  | DTT -  |        | DDR 6  | CSR 7   | FIN -  | ULS -  | NAT -   | ESP - |       | 9     | 20è     | 0         |
| 1970 | 500cc     | Seeley      | GER -  | FRA NC | YUG 4   | IOM 4   | DTT NC | BEL NC | DDR 12 |         | FIN -  | ULS 4  | NAT -   | ESP - |       | 24    | 8è      | 0         |
| 1971 | 250cc     | Yamaha      | AUT -  | GER -  | IOM 13  | DTT -   | BEL -  | DDR -  | CSR -  | SWE -   | FIN -  | ULS -  | NAT -   | ESP - |       | 0     | -       | 0         |
| 1971 | 350cc     | Yamaha      | AUT -  | GER -  | IOM NC  | DTT -   |        | DDR -  | CSR -  | SWE -   | FIN -  | ULS -  | NAT -   | ESP 6 |       | 5     | 32è     | 0         |
| 1971 | 500cc     | Suzuki      | AUT 4  | GER NC | IOM -   | DTT NC  | BEL 3  | DDR -  |        | SWE 10  | FIN 5  | ULS 1  | NAT 5   | ESP 6 |       | 50    | 5è      | 1         |
| 1972 | 350cc     | Yamaha      | GER -  | FRA -  | AUT -   | NAT -   | IOM 4  | YUG -  | DTT 7  |         | DDR -  | CSR -  | SWE 6   | FIN - | ESP - | 41    | 9è      | 0         |
| 1972 | 500cc     | Jada        | GER 7  | FRA -  | AUT -   | NAT NC  | IOM NC | YUG -  | DTT 6  | BEL NC  | DDR 5  | CSR 2  | SWE NC  | FIN - | ESP 3 | 31    | 8è      | 0         |
| 1973 | 500cc     | Suzuki      | FRA 10 | AUT -  | GER -   | IOM 1   | YUG -  | DTT 5  | BEL 3  | CSR 5   | SWE -  | FIN NC | ESP -   |       |       | 38    | 5è      | 1         |
| 1974 | 500cc     | Suzuki      | FRA 12 | GER NC | AUT 4   | NAT 4   | IOM NC | DTT NC | BEL 5  | SWE NC  | FIN 4  | CSR 7  |         |       |       | 34    | 5è      | 0         |
| 1975 | 500cc     | Yamaha      | FRA -  | AUT NC | GER 10  | NAT NC  | IOM -  | DTT NC | BEL 3  | SWE 9   | FIN 3  | CSR -  |         |       |       | 23    | 10è     | 0         |
| 1976 | 350cc     | Yamaha      | FRA -  | AUT -  | NAT -   | YUG -   | IOM 8  | DTT -  |        |         | FIN -  | CSR -  | GER -   | ESP - |       | 3     | 32è     | 0         |
| 1976 | 500cc     | Suzuki      | FRA -  | AUT 8  | NAT NC  |         | IOM NC | DTT 5  | BEL NC | SWE 2   | FIN 7  | CSR -  | GER -   |       |       | 25    | 8è      | 0         |
| 1977 | 500cc     | Suzuki      | VEN -  | AUT 1  | GER 13  | NAT NC  | FRA -  | DTT -  | BEL 9  | SWE 14  | FIN -  | CSR -  | GBR NC  |       |       | 17    | 16è     | 1         |
| 1978 | 500cc     | Suzuki      | VEN -  | ESP -  | AUT -   | FRA -   | NAT -  | DTT NC | BEL 15 | SWE -   | FIN -  | GBR NC | GER 18  |       |       | 0     | -       | 0         |

## Curiositats
La banda psicodèlica de rock progressiu Gong va compondre un memorial de música i vídeo sobre Jack Findlay. Les cançons Oily way (publicada també a l'àlbum Angel's Egg) i Blues for Findley les interpreten sovint als seus concerts. La pel·lícula Continental Circus, de sis rotlles, conté música de l'àlbum, entrevistes amb Findlay i les seves impressions sobre el circuit i els boxes.